# Scarpa d'oro 1980
La Scarpa d'oro 1980 è il riconoscimento calcistico che è stato assegnato al miglior marcatore assoluto in Europa tenendo presente le marcature segnate nel rispettivo campionato nazionale nella stagione 1979-1980. Il vincitore del premio è stato Erwin Vandenbergh con 39 reti nella Division I.

## Classifica finale
| Pos | Campionato          | Nome              | Squadra        | Gol |
| --- | ------------------- | ----------------- | -------------- | --- |
| 1   | Division I          | Erwin Vandenbergh | Lierse         | 39  |
| 2   | Nemzeti Bajnokság I | László Fazekas    | Újpest         | 36  |
| 3   | 1. Division         | Walter Schachner  | Austria Vienna | 34  |